# Orde Nacional del Mèrit

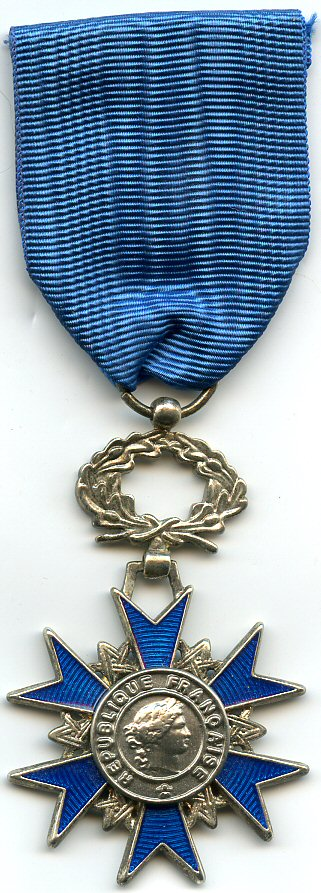
Insígnia de Cavaller de l'Orde Nacional del Mèrit

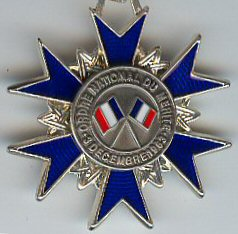
Al revers de la insígnia de Cavaller de l'Orde Nacional del Mèrit

L'Orde Nacional del Mèrit (en francès: Ordre national du Mérite) és un orde de cavalleria atorgada pel President de la República Francesa. Va ser fundada el 3 de desembre de 1963 pel President Charles de Gaulle, i és destinat a recompensar els mèrits distingits, realitzats tant a una funció pública, civil o militar o a l'exercici d'una activitat privada. El motiu de la creació va ser doble: per un costat suprimir un alt nombre d'ordes ministerials i per l'altre revalorar la Legió d'Honor.
Està reservada als ciutadans francesos (pot ser atorgada a estrangers de manera excepcional, però no ingressen a l'orde).
La insígnia i la placa van ser dissenyades per l'escultor Max Leognany.
El decret de creació de l'orde nacional del Mèrit té la particularitat de portar les signatures de tres presidents de la República Francesa: va ser signat pel President Charles de Gaulle, per Georges Pompidou, llavors Primer Ministre, i per Valéry Giscard d'Estaing, ministre de finances i d'economia.
El motiu del color del galó és perquè com va dir el General de Gaulle "Tenim dues ordes. L'un vermell (la Legió d'Honor), l'altre blau, els colors de la nostra bandera".

## rangs
L'Orde està dividida en 5 graus (igual que la Legió d'Honor):
- Grand-Croix (Gran Creu): màxim de 6 a títol civil i 5 a títol militar. Llueix la insígnia en una banda que penja de l'espatlla dreta, a més de l'estrella a l'esquerra del pit.
- Grand Officier (Gran Oficial): màxim de 12 a títol civil i 12 a títol militar. Llueix la insignia penjant d'un galó amb una roseta a l'esquerra, a més de l'estrella a la dreta del pit.
- Commandeur (Comandant): màxim de 140 a títol civil i 95 a títol militar. Llueix la insígnia penjant del coll.
- Officier (Oficial): màxim de 720 a títol civil i 470 a títol militar. Llueix la insignia penjant d'un galó amb una roseta a l'esquerra del pit.
- Chevalier (Cavaller): màxim de 2.700 a títol civil i 1.800 a títol militar. Llueix la insignia penjant d'un galó a l'esquerra del pit.

## Composició
Els Gran Creu i Gran Oficial són els dignataris de l'orde.
El President de la República és el Gran Mestre de l'Orde, i és qui decideix en darrera instància qualsevol qüestió de l'Orde, sent ell qui presideix el Consell de l'Orde. Se li atorga la dignitat de Gran Creu. El Gran Canceller de l'Orde del Mèrit és el Gran Canceller de la Legió d'Honor. També llueix la dignitat de Gran Creu. Aquesta dignitat també s'atorga als Primers Ministres després de 6 mesos de funció. Fins avui, els Primers Ministres elevats a la dignitat de Gran Creu han estat Jacques Chirac, Raymond Barre, Pierre Mauroy, Laurent Fabius, Michel Rocard, Edith Cresson, Pierre Bérégovoy, Édouard Balladur, Alain Juppé, Lionel Jospin, Jean-Pierre Raffarin i Dominique De Villepin.
El consell de l'Orde està format pel Canceller com a president, 8 membres escollits entre els dignataris i els comandants de l'orde, un membre amb grau d'oficial i un membre amb grau de cavaller. Els membres són escollits pel Gran Mestre (a proposta del Canceller), i la meitat d'ells són renovats cada dos anys.
Igual que a la Legió d'Honor, l'ingrés a l'orde és pel grau de Cavaller. Per ascendir a Oficial calen 5 anys d'antiguitat a l'orde, i per a la resta de rangs, 3 anys d'antiguitat. Les promocions a l'orde han de recompensar els nous mèrits, i no pas els mèrits ja recompensats (també es pot promocionar a títol excepcional).

## Ordes ministerials derogats per l'Orde Nacional del Mèrit
Per tal que l'esperit de la reforma no fos en fals (i no es creés un orde suplementari), la creació de l'Orde del Mèrit portà la supressió de 13 ordes especialitzats des de l'1 de gener de 1964:
| - Orde del Mèrit Social - Orde de la Sanitat Pública - Orde del Mèrit Comercial - Orde del Mèrit Turístic - Orde del Mèrit Artesà - Orde del Mèrit Combatent | - Orde del Mèrit Comercial i Industrial - Orde del Mèrit Postal - Orde de l'Economia Nacional - Orde del Mèrit Esportiu - Orde de Mèrit Militar - Orde del Mèrit del Treball | - Orde del Mèrit Civil - Orde del Mèrit Saharià - Orde de l'Estrella Negra - Orde de l'Estrella d'Anjouan - Orde de Nichan el Anouar |

## Insígnies
- La insígnia: un "asterisc maltès" de 6 braços en daurat (plata pels Cavallers) esmaltats en blau, amb branques de llorer entre els braços. A l'anvers hi ha un medalló central on hi ha l'efígie de Marianne coronada de llorer, envoltada per la llegenda République française. Al revers apareixen dues tricolors creuades, envoltades per la inscripció Ordre national du Mérite amb la data de fundació 3 décembre 1963. La insígnia de Comandant fa 60 mm i la de Gran Creu, 70 mm.
- La placa: Tenen un diàmetre de 90 mm, en forma d'estrella de 12 raigs amb la base en blau. Al centre hi ha un medalló amb l'efígie de Marianne coronada de llorer, envoltada per la llegenda un anell en esmalt blau amb la llegenda République française Ordre national du Mérite. El galó està envoltat per una corona de fulles de llorer.

La placa és en daurat pel grau Gran Creu i platejat pel Gran Oficial. Al primer disseny no hi havia l'anell d'esmalt blau, motiu pel qual l'estrella tenia un aspecte íntegrament metàl·lic.
El galó és blau de França, i té 37 mm d'ample. El d'Oficial porta una roseta en blau de 30 mm de diàmetre, el de Comandant té 40 mm i la Gran Creu té 10 cm d'ample.